# 伊藤秀裕
伊藤 秀裕（いとう ひでひろ、1948年2月29日 - ）は、日本の映画監督、脚本家、プロデューサー、演出家である。映画制作会社 株式会社エクセレントフィルムズ代表取締役。CINEMA JACK映画塾 塾長。

## 経歴
1948年（昭和23年）2月29日、秋田県秋田市に生まれる。秋田県立秋田高等学校、東京教育大学を卒業後、電通東芝企画製作室を経て、1973年、日活入社。助監督として、神代辰巳、西村昭五郎らにつく。1979年、『団地妻 肉欲の陶酔』で監督昇進。1982年、フリーとなる。1984年、株式会社ビッグバン設立し、プロデューサーとなる。平成3年には株式会社エクセレントフィルムズを設立し、三池崇史、渡辺武らの監督作品を発表している。

## 作品

### 映画

#### 監督
- 団地妻 肉欲の陶酔（1979年）
- 若妻官能クラブ 絶頂遊戯（1980年）
- 明日を見つめて（1980年） - 法務省人種援護映画
- 団鬼六 女秘書縄調教（1981年）
- 団鬼六 女美容師縄飼育（1981年）脚本も
- 猟色（1983年）脚本も
- 白衣物語 淫す!（1984年）
- （襲）処女タレント（1984年）脚本も
- ハネムーンは無人島（1991年）
- 男たちのかいた絵（1996年）脚本も[5]
- 柘榴館（1997年）脚本も
- ドルフィンスルー（1997年）[6]
- 透視する女（1999年）プロデュースも
- 極悪（2000年）[7]
- ピカレスク 人間失格（2002年）
- 2/2（2005年）脚本も
- 想文～おもひぶみ～（2006年）[8]
- チャイ・コイ（2013年）[9]
- 全員、片想い（2016年）脚本も
- 棒の哀しみ（2016年） - 神代辰巳監督の同名映画のリメイク[10]
- おみおくり（2018年）脚本も

#### プロデュース
- ベッドタイム・アイズ（1987年）
- 父（1988年）
- 母（1988年）
- 凶銃ルガーP08（1994年1月29日）脚本も[11]
- 天国から来た男たち（2001年）
- 巨乳をビジネスにした男（2007年）
- 必死剣 鳥刺し（2010年）脚本も
- 交渉人 堂本零時（2010年）脚本も
- ポールダンシングボーイ☆ず（2011年）
- モンスター（2013年）
- BACK STREET GIRLS-ゴクドルズ-（2019年）脚本も
- 劇場版 リケ恋 理系が恋に落ちたので証明してみた。（2019年）脚本も

#### 脚本のみ
- Dead BEAT（1999年）
- KARAOKE-人生紙一重-（2005年）

#### 企画
- 闇の中（2006年8月5日）

### オリジナルビデオ

#### 監督
- 学校怪談（1998年）[12]
- 暴き屋（1999年）[13]
- 万華鏡 Kaleidoscope（2001年）
- 極悪 人間魚雷ブルース（2001年）

#### プロデュース
- 戦争に行こうよ!（1993年）[14]
- ボディガード牙（1994年）

#### 企画
- 広島やくざ戦争（2000年）
- 実録・竹中正久の生涯 荒らぶる獅子（2003年）
- 岸和田少年愚連隊 ゴーイングマイウェイ（2004年）

### テレビドラマ

#### 監督
- 大江戸捜査網（1982年）
- 知りすぎた女（1987年）
- さまよえる脳髄（1993年、よみうりテレビ）脚本も
- 女医レイカ（1997年）脚本も[6]

#### プロデュース
- 彼岸島（2013年）脚本も
- リケ恋〜理系が恋に落ちたので証明してみた。〜（2018年）
- BACK STREET GIRLS-ゴクドルズ-（2019年）脚本も

### 舞台
- アルトマンを探して（1998年）
- ゼロ番区からのラブレター（1998年、東京セレソンデラックス）
- 私の愛したカインとアベル（1999年、東京セレソンデラックス）
- 偉人たちのラプソディ（1999年、東京セレソンデラックス）
- Y2Kよりあなたへ（1999年、東京セレソンデラックス）
- シングル8からの招待状（2000年、東京セレソンデラックス）
- 律儀な君の照れ笑いは夕闇にすすけてたし〜その上僕の顔は多分涙でゆがんでたはず（2000年）
- 緋色エレジー（2000年、東京セレソンデラックス）
- 朗読劇「全員、片想い」（2015年）[15]

## 出演
- 実録・広島やくざ戦争（2000年） - 岡島組組長 岡島敏夫
- 首領の女1（2001年） - 浜田組組長
- 実録・安藤組外伝 地獄道（2001年） - 初代練道会理事長 佐倉清行
- 荒ぶる魂たち（2002年）
- 岸和田少年愚連隊 ゴーイングマイウェイ（2004年） - キャバレーの客